# L'ombra del segretariato
Col nome di Ombra del Segretariato si indica il progetto di ampliamento del Segretariato di Chandigarh, opera di Le Corbusier, che ospita la sede dei Ministeri riuniti del Punjab e dell'Haryana.
L'ampliamento, progettato dall'architetto italiano Valerio Casali (Roma, 5 agosto 1954) al fine di non alterare l'insieme lecorbusieriano, prevede una costruzione completamente interrata, ma comunque dotata di una copiosa illuminazione naturale.
Il Segretariato, realizzato nei primi anni del 1950, è un edificio di otto piani, lungo 254 metri, posizionato all'estremità nord-ovest del Campidoglio di Chandigarh, che è stato originariamente previsto per ospitare i Ministeri del solo stato del Punjab; il successivo spostamento dei Ministeri dell'Haryana nella stessa sede, ha reso insufficiente lo spazio disponibile e per guadagnare superficie, molte delle logge di facciata, specialmente quelle sul lato nord-ovest dell'edificio, che guarda all'esterno del Campidoglio, sono state chiuse con mezzi precari, deturpando e snaturando il progetto lecorbusieriano.
L'ampliamento prevede la realizzazione di uffici ed archivi per una superficie di circa m² 20.000, a fronte della superficie delle logge da liberare, valutabile in circa m² 4.000.
Il nuovo corpo di fabbrica, sviluppato su tre livelli, è posto ai piedi del Segretariato - da qui il nome di Ombra del Segretariato dato al progetto - e per evitare un eccessivo impatto sull'esistente, è completamente interrato e riceve la luce naturale esclusivamente dall'alto.
L'edificio è organizzato su un modulo quadrato di ml. 7,74 di lato - dimensione che fa parte del Modulor, sistema dimensionale elaborato da Le Corbusier - utilizzato alternativamente per spazi aperti e spazi chiusi; al piano superiore, la cui copertura si trova a filo del terreno (I piano interrato), ogni modulo è illuminato direttamente dall'alto, con una superficie illuminante di circa m² 60,00, pari a quella del calpestio ed è provvisto di un sistema di alettoni frangisole orientabili in alluminio. Al piano intermedio (II piano interrato) ogni modulo aperto porta luce a quattro moduli chiusi, ciascuno dei quali dispone di una parete vetrata di ml. 7,74 x 2,96, con una superficie illuminante di m² 23,00 per m² 60,00 di calpestio. Quanto al piano più basso (III piano interrato), utilizzato esclusivamente per depositi, la luce arriva dal calpestio dei moduli aperti, con una superficie illuminante totale pari a circa un quarto di quella del calpestio.
Fonti:
- Le Corbusier oeuvre complète voll. IV, V, VI
- Archivio Valerio Casali - progetto 1321